# Bruno Senninger
Bruno Senninger (* 28. September 1889 in Pfarrkirchen; † 25. Januar 1943) war ein deutscher Landrat.

## Leben
Nach dem Abitur am Gymnasium Leopoldinum  in Passau  absolvierte Bruno Senninger ein Studium der Rechtswissenschaften an der Ludwig-Maximilians-Universität München und an der Friedrich-Alexander-Universität Erlangen-Nürnberg und begann nach der ersten juristischen Staatsprüfung mit dem dreijährigen Vorbereitungsdienst (Referendariat), das ihn zum Amtsgericht Passau und zum Landgericht München führte. Der Ausbildungsabschnitt wurde durch den freiwilligen Kriegseinsatz unterbrochen. 1919 legte Senninger das Große juristische Staatsexamen ab und wurde zum 1. April 1920 Regierungsassessor und drei Monate später Regierungsrat beim Landkreis Neunburg vorm Wald, wo er vom 9. Juli bis zum 31. August 1923 die Vertretung des Bezirksamtmanns übernahm. 1935 wechselte er zur Regierung von Oberbayern, wo er bis zu seinem Weggang am 15. Februar 1937 als Bezirksamtsvorstand (ab 1939 Landrat) des Bezirksamtes Weißenburg in Bayern (ab 1939 Landkreis Weißenburg in Bayern) blieb. 1940 wechselte er als Landrat zum Landkreis Königshofen im Grabfeld. Er musste Kriegsdienst leisten und wurde Anfang des Jahres 1942 zur Regierung von Unterfranken in Würzburg abgeordnet, wo er infolge einer Kriegsverletzung in einem Lazarett verstarb.
Zum 1. Mai 1933 war Senninger in die NSDAP (Mitgliedsnummer 1.895.018) eingetreten.